# Ilhéu de Monchique
Ilhéu de Monchique (Portugees voor Monchique-eiland) is een 43 meter hoge onbewoonde basaltische vulkaanrots in de Atlantische Oceaan, 1,7 km verwijderd van de westkust van het Portugese Azoreneiland Flores. Het is het meest westelijke punt van Europa, hoewel het geologisch gezien op de Noord-Amerikaanse Plaat ligt.
Het eilandje en het omgevende water kennen grote biodiversiteit. Er zijn 96 soorten planten en dieren geïdentificeerd, waaronder bruinwieren, de zeepok Megabalanus azoricus, de regenbooglipvis en de zeeslak Patella aspera. De rots ligt op een plateau dat 40-50 meter diep in zee ligt, en waarin zich tal van holtes bevinden.